# Q-Connector

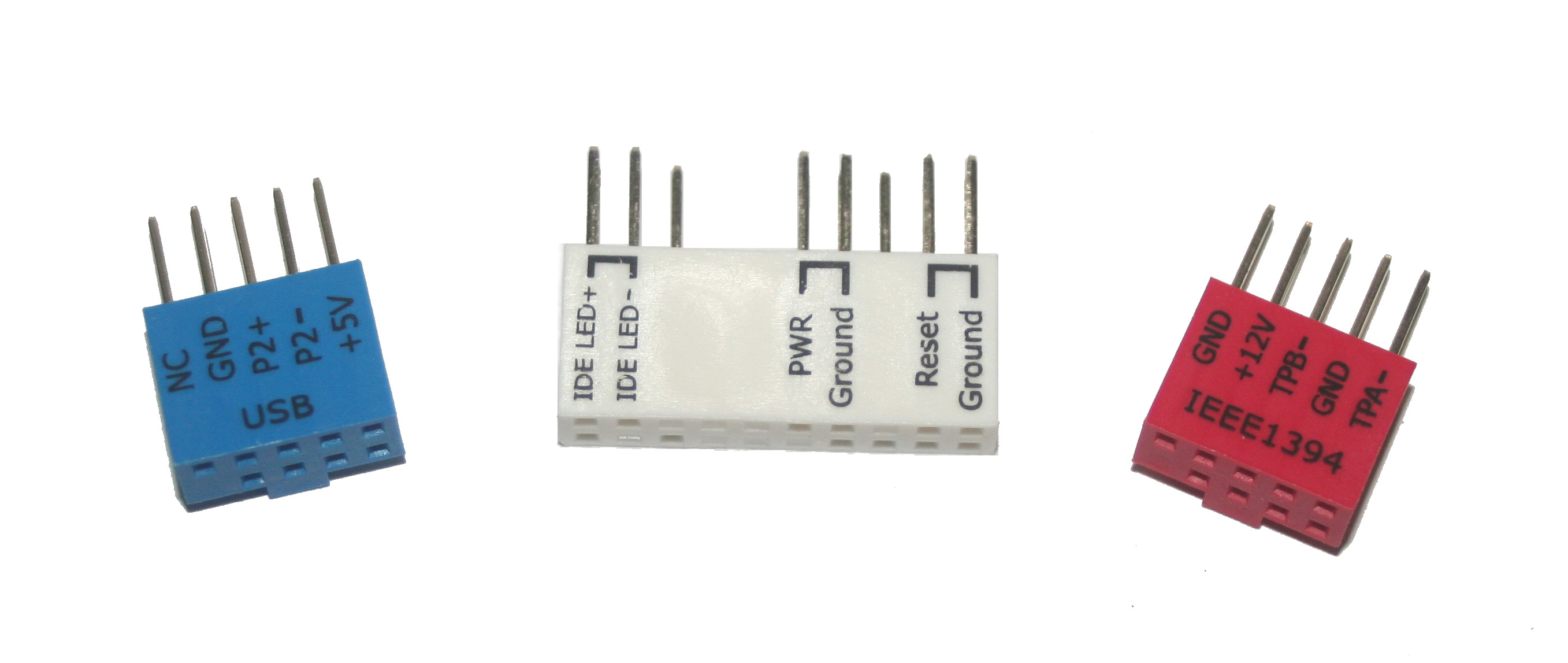
Asus Q-Connector

Asus Q-Connector sind drei kleine Bauteile, mit denen man Zubehör (USB & Firewire Bracket) leichter am Mainboard anschließen kann.
Die Q-Connectoren werden mit dem entsprechenden Bracket verbunden, wodurch sich der Anschluss des Brackets verlängert und er bequemer auf dem Mainboard anzuschließen ist. Ferner sind die Q-Connectoren beschriftet, was den Anschluss von Erweiterungen vor der Endmontage erleichtert. Bei einem in ein Gehäuse eingebauten Mainboard fällt es oft schwer, die korrekten Anschlüsse bzw. die richtige Polarität zu erkennen. Dieses Problem wird durch Q-Connectoren behoben.
Die Q-Connectoren von Asus funktionieren auch bei Mainboards anderer Hersteller, vorausgesetzt diese verfügen über die entsprechenden 9-Pin-Anschlüsse für USB und Firewire.

## Ähnliche Produkte
Unter den Namen G-Connector vertreibt Gigabyte den gleichen Ansatz.
Bei MSI nennt er sich M-Connector.